# Alionoctula westralis
Alionoctula westralis is een vleermuis uit het geslacht Alionoctula die voorkomt langs de Australische noordkust van Broome in Noordoost-West-Australië tot Karumba in Noordwest-Queensland. Hij leeft in mangroves en andere natte habitats. Hij heeft een snelle, beweeglijke vlucht. In juni of juli wordt een enkel jong geboren. Deze soort wordt soms tot A. tenuis gerekend.
A. westralis is een kleine gladneus met een roodbruine rugvacht en een geelbruine buikvacht. De huid is zwart. De kop-romplengte bedraagt 34,5 tot 42 mm, de staartlengte 29 tot 37 mm, de voorarmlengte 27,4 tot 30 mm, de oorlengte 8 tot 11 mm en het gewicht 2,7 tot 3,3 g.